# Marcel Tisserand
Marcel Jany Emile Tisserand, född 10 januari 1993 i Meaux, är en fransk-kongolesisk fotbollsspelare som spelar för saudiska Al-Ettifaq. Han representerar även det kongolesiska landslaget.

## Karriär
I september 2020 värvades Tisserand av Fenerbahçe, där han skrev på ett treårskontrakt med option på ytterligare ett år. Den 21 augusti 2022 värvades saudiska Al-Ettifaq, där han skrev på ett treårskontrakt.